# آلن دو بنوا
آلن دو بنوا(به فرانسوی:Alain de Benoist) روزنامه‌نگار، فیلسوف سیاسی، پایه‌گذار جنبش موسوم به «راست نو (Nouvelle Droite)» و رهبر فکری جریان ملی‌گرایی قومی در فرانسه است.
بنوا تحت‌تأثیر متفکران انقلاب محافظه‌کار آلمانی با مسیحیت، حقوق بشر، نئولیبرالیسم، دموکراسی نمایندگی، مساوات‌طلبی و ایالات متحده آمریکا یا آنچه که او به عنوان تجسم و ترویج این ارزش‌ها می‌داند، در مخالفت است. او همچنین طراح ایدهٔ «کثرت‌گرایی» قومی نیز می‌باشد.

فعالیت‌های بنوا در جنبش «راست‌گرایی آلترناتیو» آمریکای شمالی تأثیرگذار بوده‌است. بنوا در کنفرانسی در «مؤسسه سیاست ملی» جریان آلت-رایت با مدیریت ریچارد بی. اسپنسر، حضور و سخنرانی درباب هویت کرد. او بعدها از این جنبش فاصله گرفت.